# 帕尔斯贝格
帕尔斯贝格（德語：Parsberg，發音：[ˈpaʁsˌbɛʁk] ⓘ）是德国巴伐利亚州上普法尔茨行政区上普法尔茨地区诺伊马克特县的城市，面积57.32平方千米，2023年12月31日人口为7,667人。